# Ласт (анатомия)

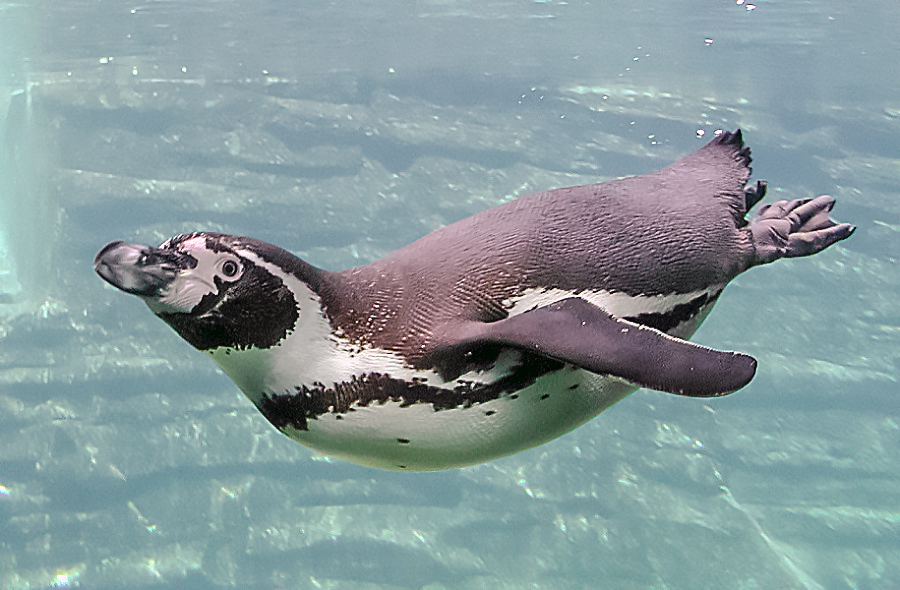
Плывущий пингвин. Его крылья преобразованы в очень эффективные ласты

Ласт — парная, как правило, плоская конечность, приспособленная для движения животного в воде и характерная (в противоположность рыбьим плавникам) для вторичноводных (то есть происходящих от сухопутных предков, предки которых, в свою очередь, когда-то тоже обитали в воде) позвоночных животных.

## Анатомия и происхождение
Ласты представляют собой покрытые кожей плоские, более или менее широкие лопасти, перепончатые либо нет.
Внешне они подобны парным плавникам рыб, но строение скелета указывает на происхождение от конечностей наземных животных. Все элементы скелета уплощены и находятся в одной плоскости. Кости проксимальных отделов (плеча и бедра, предплечья и голени) расширены и укорочены, а кости дистального отдела (кисть и стопа), напротив, удлинены. Для ластов характерна гиперфалангия (увеличенное число фаланг в каждом пальце), также встречается (в частности, у ихтиозавров) гипердактилия (увеличенное число пальцев)
Пальцы ластов, как правило, лишены когтей. Исключение составляют ластоногие; также у некоторых видов ламантинов на ластах имеются ногти.
Несмотря на внешнее сходство, ласты у разных групп животных развивались независимо и являются примером конвергентной эволюции.

## Обладатели
Ласты имеются у разнообразных животных, как ныне живущих, так и вымерших.
Из современных животных ластами обладают пингвины, китообразные, ластоногие (ушастые и настоящие тюлени, а также моржи), морские черепахи и сирены. Среди вымерших обладателей ластов можно отметить разные группы рептилий — например, плезиозавров, мозазавров, ихтиозавров, плакодонтов и метриоринхов.
У морских черепах, ластоногих, плакодонтов, плезиозавров и метриоринхов по две пары ластов. У современных китообразных, сирен и пингвинов пара ластов одна — передняя.

## Функции

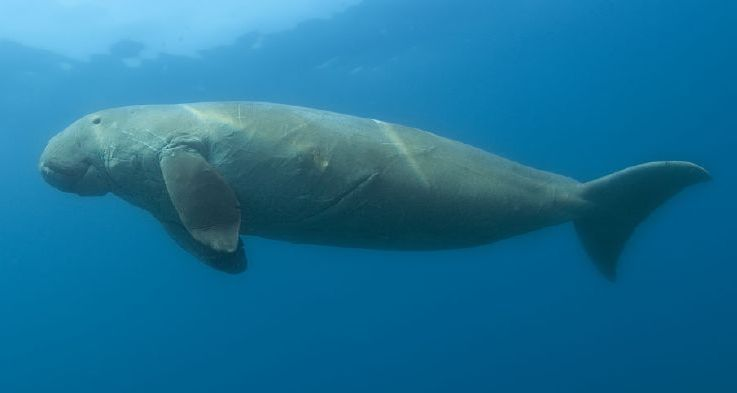
У дюгоня основной движитель — хвост, а ласты он использует для управления движением.

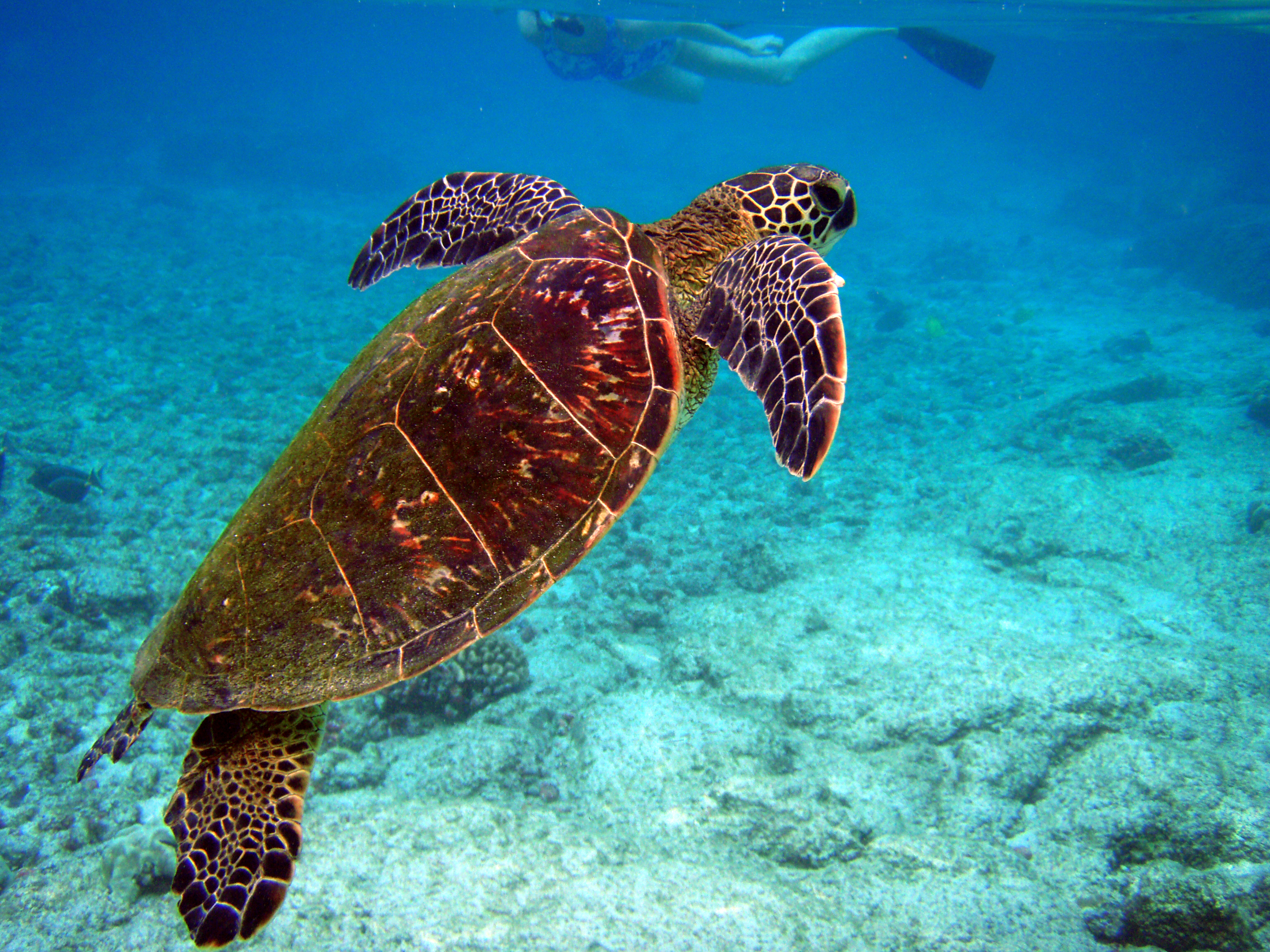
У зелёной черепахи локомоторную функцию несут ласты.

У некоторых животных ласты являются основным органом поступательного движения. Как правило, это относится к животным, хотя бы изредка выбирающимся на сушу, — это, например, морские черепахи или ластоногие. Ластов при этом обычно четыре.
У других обладающих ластами животных для движения служит прежде всего мощный хвост. В таких случаях ласты обычно выполняют функцию управления движением — играют роль рулей глубины и поворота. При этом задняя пара ластов зачастую утрачивается, а сохраняется лишь передняя. Подобное строение более характерно для животных, полностью потерявших возможность выходить на сушу, — таковы китообразные, сирены. Однако у вымерших предков тех и других, стоящих более близко к их наземным предшественникам, на определённых этапах имелось по четыре используемых для плавания конечности.
В некоторых случаях ласты имеют обтекаемую форму и являются весьма эффективными подводными крыльями, функционально аналогичными обычным «воздушным» крыльям. Иногда же форма ластов бывает менее обтекаемой, и на них могут сохраняться неровности; пример — ласты черепах полуводного образа жизни.